# Świdnica, Dolnośląskie
Świdnica (tiếng Ba Lan: powiat świdnicki) là một đơn vị hành chính cấp huyện thuộc tỉnh Dolnośląskie, tây nam Ba Lan. Huyện có diện tích 741 km². Đến ngày 1 tháng 1 năm 2011, dân số của huyện là 159209 người và mật độ 215 người/km².
Huyện được thành lập vào ngày 1 tháng 1 năm 1999, là kết quả của cải cách chính quyền địa phương Ba Lan được thông qua vào năm 1998. Huyện có diện tích 742,9 kilômét vuông (286,8 dặm vuông Anh). Trung tâm hành chính của nó là Swidnica, và nó cũng chứa các thị trấn Swiebodzice, Strzegom, jaworzyna śląska và Żarów.
Vào năm 2009, tổng dân số của quận là 159.323, trong đó dân số của Świdnica là 60.354, của Swiebodzice là 23.126, của Strzegom là 16.782, của Żarów là 6.902, của Jaworzy dân số là 47.933.

## Các quận lân cận
Quận Świdnica giáp với quận Środa Śląska ở phía bắc, Quận Wrocław ở phía đông bắc, Quận Dzierżoniów ở phía nam, Quận Wałbrzych ở phía tây nam và Quận Jawor ở phía tây bắc.

## Phân chia hành chính
Quận được chia thành tám vùng đô thị- nông thôn (hai đô thị, ba thành thị-nông thôn và ba nông thôn). Chúng được liệt kê trong bảng sau, theo thứ tự dân số giảm dần. 
| Vùng                                         | Kiểu                | Khu vực (km²) | Dân số (2014) | Trung tâm        |
| Świdnica                                     | thành thị           | 21.8          | 59.002        |                  |
| Gmina Strzegom                               | thành thị-nông thôn | 144,7         | 26.710        | Strzegom         |
| Świebodzice                                  | thành thị           | 30,4          | 23.175        |                  |
| Gmina Świdnica                               | nông thôn           | 208.3         | 6,531         | Świdnica *       |
| Gmina Żarów                                  | thành thị-nông thôn | 88,0          | 12.619        | Żarów            |
| Gmina Jaworzyna Śląska                       | thành thị-nông thôn | 67.3          | 10.407        | Jaworzyna Śląska |
| Gmina Marcinowice                            | nông thôn           | 95,9          | 6,531         | Marcinowice      |
| Gmina Dobromierz                             | nông thôn           | 86,5          | 5.306         | Dobromierz       |
| * Trung tâm không phải là một phần của gmina |                     |               |               |                  |